# Tyrannus verticalis
Tyrannus verticalis е вид птица от семейство Tyrannidae.

## Разпространение
Видът е разпространен в Бахамските острови, Белиз, Гватемала, Канада, Коста Рика, Мексико, Никарагуа, Салвадор, САЩ, Търкс и Кайкос и Хондурас.